# Biograf
Biograf – autor biografii, czyli szczegółowego i kompletnego opisu życia jakiejś znaczącej postaci, który oprócz przedstawienia życiorysu wniósł także istotny wkład poznawczy w opisanie, udokumentowanie lub usystematyzowanie wiedzy o tej postaci.
Termin „biograf” jest określeniem wyróżniającym, często nawet nobilitującym ze względu na poniesioną pracę i wniesiony wkład w dostępną wiedzę na temat danej postaci, a tym samym uprawnia do traktowania autora jako osoby, na którą można powoływać się podczas dyskusji lub też której nazwiskiem można dokumentować poprawność wykorzystywanych informacji na temat danej postaci. Wynika stąd wniosek, iż nie każdą osobę opisującą czyjś życiorys, można tytułować jej biografem. Ponadto pojęcie „biografia” jest szersze od pojęcia „biograf”, tak więc nie każdego autora biografii, a w szczególności autora biografii popularnej, można nazywać biografem.